# ファーティマ・ビント・ムーサー

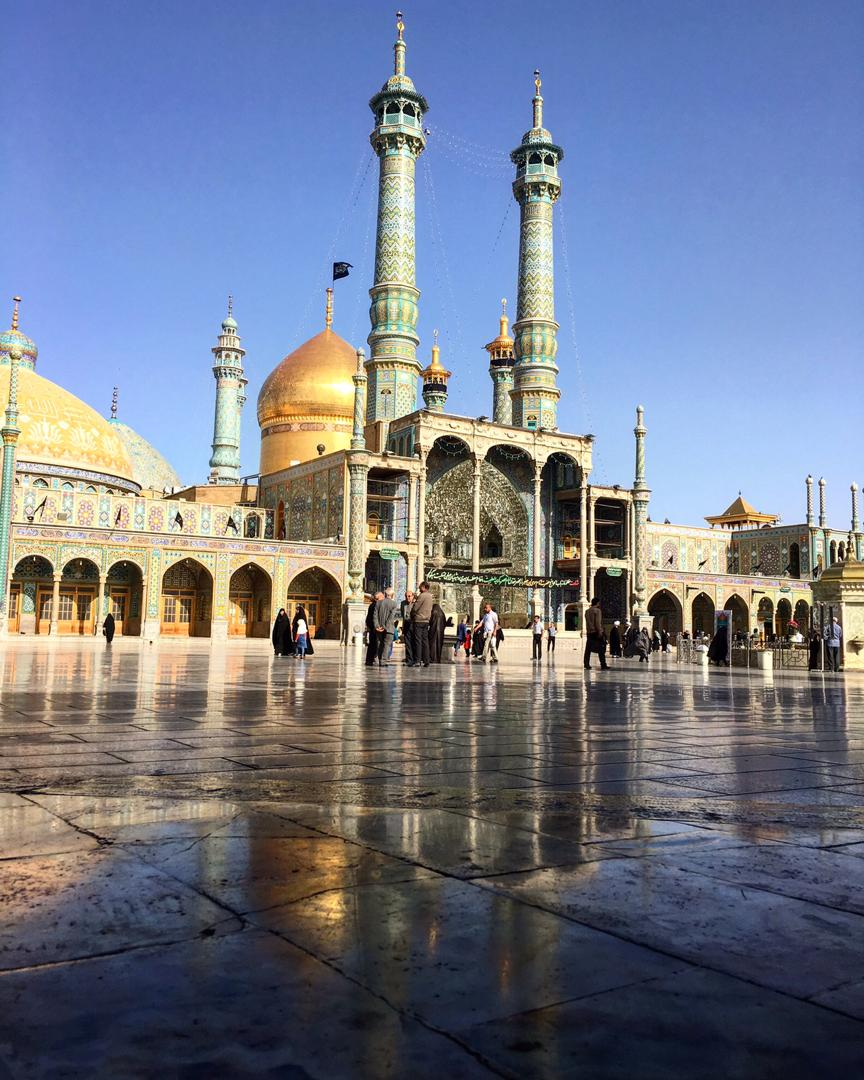
ファーテメ・マアスーメ廟（イラン、ゴム）

ファーティマ・ビント・ムーサー （アラビア語: فَاطِمَة بِنْت مُوسَىٰ, ラテン文字転写: Fāṭima bint Mūsā)、西暦790年ごろ生、816年ごろ歿）は、ムーサー・カーゼム（799年歿）の娘でありアリー・レザー（818年歿）の妹である人物。ファーテメ・マアスーメ（アラビア語: فَاطِمَة ٱلْمَعْصُومَة, ラテン文字転写: Fātima al-Maʿṣūma）の名でよく知られる。マディーナで生まれ育ち、816年ごろにメルヴにいる兄に会いにマディーナからメルヴへ向かう途中、イランのゴムで客死した。その信仰心の強さに心を打たれたゴムの十二イマーム派の人々は、彼女の墓廟を建てた。ゴムのファーテメ・マアスーメ廟は十二イマーム派シーアの人々にとって重要な参詣地である。

## 生涯
ファーティマが生まれたのは西暦790年ごろ、マディーナにおいてである。父のムーサー・カーゼムは十二イマーム派シーアにおいて七代目イマームとされる人物である。 父はアッバース朝のカリフ・ハールーン・ラシード（在位786年-809年）治世下の799年に獄死したが、死因はおそらく毒殺とみられる。息子のアリー・レザーのイマーム位継承は、妹のファーティマを含む、父の支持者の大多数に受け入れられた。アリー・レザーは816年にアッバース朝カリフ・マアムーン（在位813年-833年）によりホラーサーン地方に召喚され、817年に次期カリフの指名を受ける。突然の指名の理由は頻発するシーア派の反乱の鎮静化を図るためであろう。ファーティマは兄に合流するため、マディーナを発ってメルヴへ向かったが、旅の途中、イランのサーヴェで病気にかかった。ファーティマはサーヴェ近隣の町でシーア派の多い町であったゴムへの移送を願い、そこで死んだ。おそらく17日後ではないかと考えられている。一説によれば、ムーサー・イブン・ハズラジ・アシュアリーという名の地元のシーア派人士が彼女の移送を申し出て、死去までの数日間の世話をしたという。基礎史料になるハサン・イブン・ムハンマド・クンミーが988年に著した歴史書『ターリーヘ・ゴム（ゴムの歴史）』 には一切の言及がないが、ファーティマが毒殺されたとする説もある。ファーティマの没年については816年とする説、817年とする説がある。何歳で亡くなったかは不明であるが、父のムーサーが795年から獄中にあり799年に亡くなったことを考慮すると、少なくとも21歳にはなっていたと考えられる。

## 十二イマーム派から見たファーティマ
ファーティマは「不可謬」あるいは「無謬」を意味する「マアスーマ」アラビア語: ٱلْمَعْصُومَة という呼び名で知られている。彼女がいつ、いかなる経緯でこのように呼ばれるようになったかは、歴史的資料がないため不明であるが、黒羊朝のジャハーン・シャー（在位1438年-1467年）の命令書の中で使用例があるため、遅くとも15世紀にはこの名で知られていたとみられる。ファーティマは「女性の美徳を体現した存在」として崇敬され、信仰心が強く宗教的学識が深い女性として認識されている。また、預言者ムハンマドの娘ファーティマ・ザフラー（632年歿）と比較されることも多い。審判の日の執り成し（シャファーア）をする存在、不治の病をいやすといったような奇蹟を起こす聖者として、崇敬を集めている。

## 墓廟
ファーティマはゴムの町の郊外、ムーサー・アシュアリーが所有する地所の一角に葬られた。墓所はのちにワクフとして寄進され、ファーティマが寝泊まりし礼拝した館はモスクになった。ファーティマの霊廟は世代を重ねるごとに発展していった。ブワイフ朝期（934年-1062年）とセルジューク朝期（1037年-1194年）だけでなく、黒羊朝期（1374年-1468年）と白羊朝期（1378年-1503年）にも発展がみられた。21世紀現在の壮麗な宗教施設複合は、大部分がサファヴィー朝期（1501年-1736年）とカージャール朝期（1789年-1925年）に建てられたものである 。
アリー・レザーやその息子ムハンマド・ジャワード（835年歿）がファーテメ・マアスーメ廟への参詣を勧めるハディースが伝えられている。ファーテメ・マアスーメ廟への参詣を目的として、人々がゴムに集まるようになった。ゴムは8世紀からすでにシーア派の政治活動や学術の中心地であったが、 10世紀に最盛期を迎え、1224年のモンゴル侵攻により破壊されるまで栄えた。14世紀の歴史家ハムドゥッラー・ムスタウフィーは廃墟となったゴムを訪れている。ゴムはサファヴィー朝期に再建される。イスマーイール1世（在位1501年-1524年）の娘シャー・ビーグムの命により、1519年に霊廟の大規模な再建がなされた。アッバース1世（在位1588年-1629年）による財政支援により、マドラサやフンドゥク（巡礼者用の宿泊施設）が造営された。アッバース1世の支援は当初こそ部分的であったが、スンナ派を奉じるオスマン帝国が1638年にシーア派イマームの霊廟などシーア派の巡礼地が多数存在する下部メソポタミア（歴史的イラク）の支配を確立すると、その直後から全面的な支援に変化した。法学を研究する学院が1533年に創設された。この学院の学統は、サファヴィー朝期の学者モフセン・フェイズ・カーシャーニー（1680年歿）の名をとって「フェイズィーヤ」 Feyziyya と呼ばれている。カージャール朝期ゴムは、王族が暮らすテヘランに近いことが有利に働き、王族による更なる施設の拡張や、王族の墓所の造営がなされた。カージャール朝期の法学者ミールザーイェ・ゴミー（1815年歿）は「ホウゼ」というゼミナール形式でシーアはイスラーム諸学を学ぶ学院の発展に特に貢献した。ゴムの発展はホウゼイェ・エルミーイェ hawza-ye elmiyye という21世紀現在も続く学院の創設からさらに加速した。創設者は1921年からゴムに移り住むようになったアブドルキャリーム・ハーエリー・ヤズディー（1937年歿）であり、彼の弟子の中から1979年のイラン・イスラーム革命の指導者ルーホッラー・ホメイニー（1989年歿）が現れた。